# Le Journal de Ham
 (septembre 2016).
Si vous disposez d'ouvrages ou d'articles de référence ou si vous connaissez des sites web de qualité traitant du thème abordé ici, merci de compléter l'article en donnant les références utiles à sa vérifiabilité et en les liant à la section « Notes et références ».
Le Journal de Ham un hebdomadaire picard d'information générale qui couvre le secteur de la région de Ham, dans l'est de la Somme. Il appartient au groupe Oise publications, filiale du groupe de presse Sogemedia.
Il existe deux versions du Journal. La première couvre Ham en Une, ou une commune limitrophe. L’autre version, quant à elle, couvre Nesle en Une, ou une commune limitrophe. 

## Historique

### Fondation

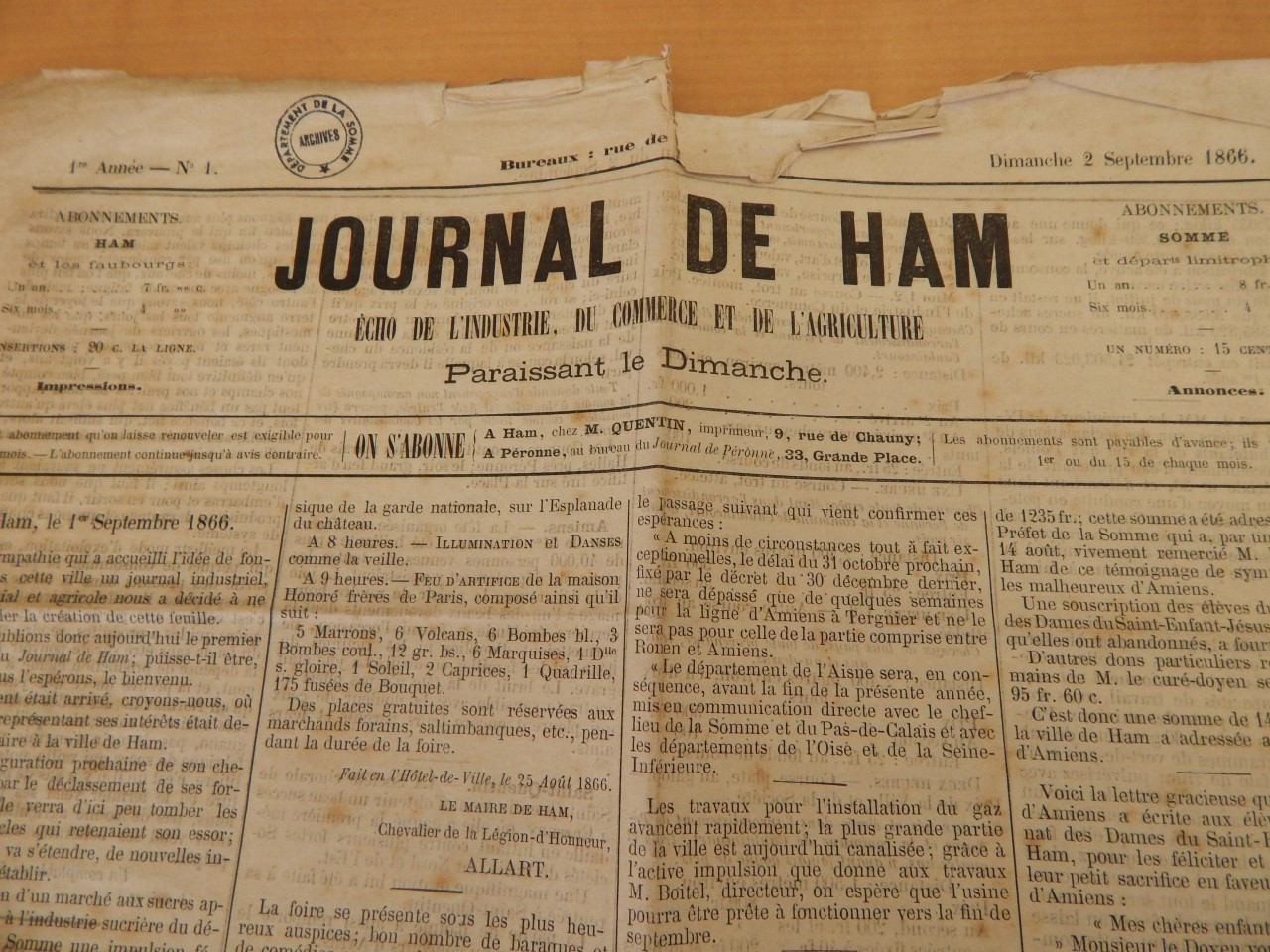
Photographie de la première édition du Journal de Ham, le dimanche 2 septembre 1866

Créé en 1866 par Eugène Quentin, imprimeur à Péronne, Le Journal de Ham est le plus vieil hebdomadaire picard encore édité. Son premier numéro paraît le 2 septembre 1866, sous-titré « Écho de l'industrie, du commerce et de l'agriculture ». 
Dans ses toutes premières lignes, le créateur dit inventer « un organe représentant les intérêts de la ville de Ham. » En effet, la ville est à l’aube de la révolution industrielle : « Par l’inauguration prochaine de son chemin de fer, par le déclassement de ses fortifications, elle verra d’ici peu tomber les derniers obstacles qui retenaient son essor ; son commerce va s’étendre, de nouvelles industries vont s’établir », prédit Eugène Quentin. Sous le Second Empire, Napoléon III sera personnellement abonné au journal.

### Renaissance et rachat
Le journal cesse momentanément ses activités durant la Première Guerre mondiale, dont les combats font rage dans l'est de la Somme. Le dernier numéro est daté du 7 juin 1914. Il renaît à l'issue du conflit, en 1918. Il devient alors la propriété de la famille Cassel jusqu'en 2001, date à laquelle il est racheté par le groupe Sogemedia, qui laisse le soin à l’une de ses filiales, Oise publications (L’Observateur de Beauvais, Le Bonhomme Picard, L’Echo du Thelle...) de le relancer.

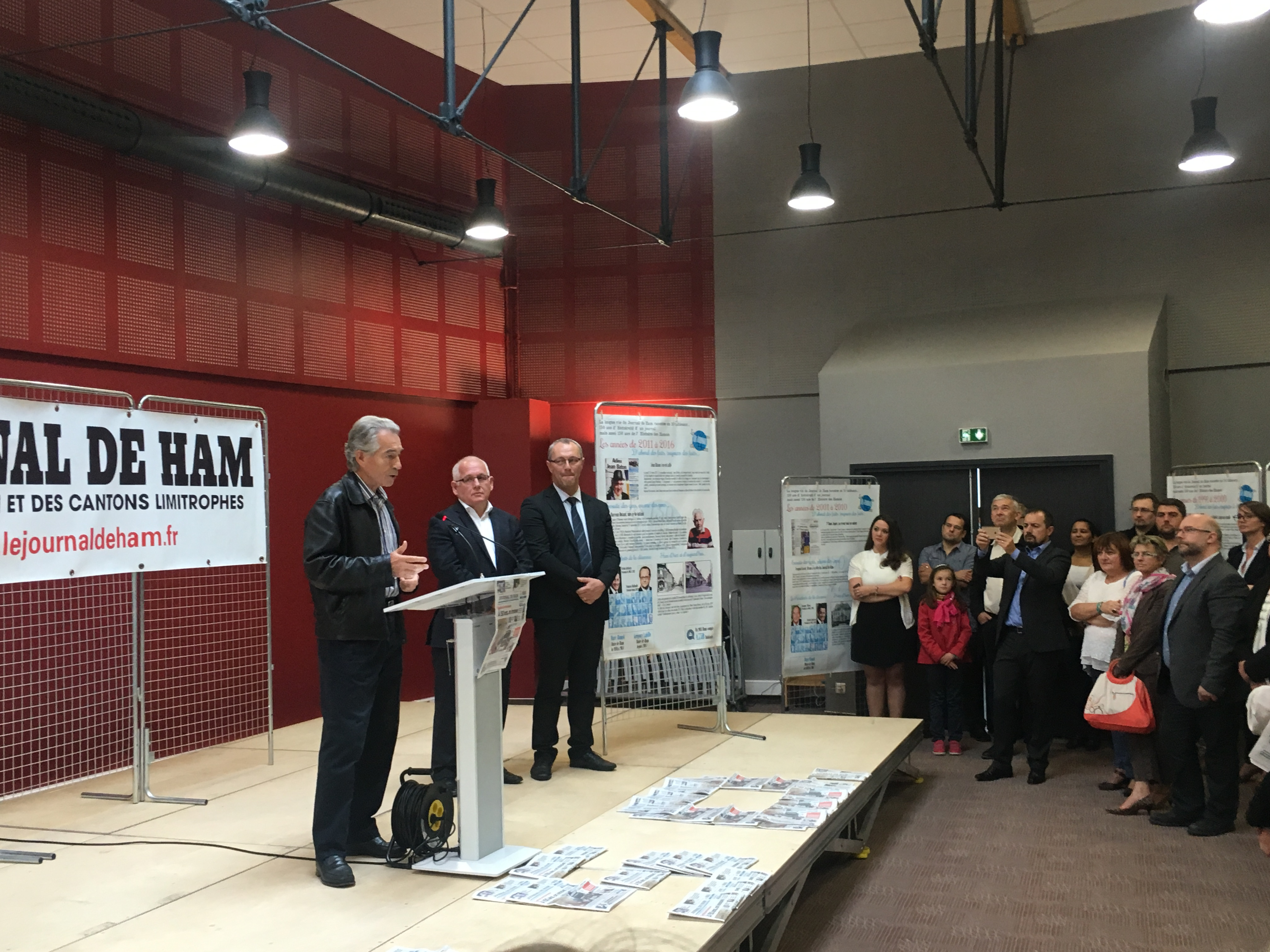
Intervention de Jean-Pierre de Kerraoul à l'occasion des 150 du Journal de Ham, le 17 septembre 2016, à la médiathèque du Pays Hamois, à Ham (Somme)

À l'occasion des 150 ans du journal, le 17 septembre 2017, Jean-Pierre de Kerraoul, président de Sogemedia, annonce que l'hebdomadaire expérimentera, d'ici la fin de l'année, un tirage numérique à contenu variable, une première mondiale (les abonnés pourront choisir quelles rubriques seront imprimées dans le journal qui leur sera livré). Le journal avait pris, dans les années 2000-2010, le virage du numérique (contenus en ligne, édition numérique, présence sur les réseaux sociaux).

## Impression et diffusion
Le journal est imprimé par rotative numérique à l'Imprimerie de l'Avesnois, à Avesnes-sur-Helpe (Nord), propriété du groupe Sogemedia.
Tiré à 2800 exemplaires, le journal a écoulé en moyenne 2186 exemplaires par mois en 2015, selon l'OJD.

## Rédaction et gestion
La rédaction du journal est située au 56, rue de Noyon à Ham. Elle comprend deux journalistes (Marjorie Michaud et Maxime Thopart) ainsi que plusieurs correspondants, dont Jean-Claude Canonne.
Édité par la SARL Oise Publications, dont le principal actionnaire est la SA Sogémédia, le Gérant du journal et Directeur de la publication est Jean-Pierre de Kerraoul. Son éditeur délégué est Guillaume Plassais. 